# Heteropterys argyrophaea
Heteropterys argyrophaea är en tvåhjärtbladig växtart som beskrevs av Adrien Henri Laurent de Jussieu. Heteropterys argyrophaea ingår i släktet Heteropterys och familjen Malpighiaceae. Inga underarter finns listade i Catalogue of Life.